# Tjele
Tjele é um município da Dinamarca, localizado na região noroeste, no condado de Viborg.
O município tem uma área de 273,40 km² e uma  população de 8503 habitantes, segundo o censo de 2004.